# 細谷高等専修学校
細谷高等専修学校（ほそやこうとうせんしゅうがっこう）とは、茨城県筑西市（旧下館市）にある専修学校（高等課程）である。大学入学資格付与（高等学校卒業程度）指定校。

## 概要
1919年（大正8年）、細谷小春により「細谷裁縫女学校」として創立される。裁縫を中心に女子に必要な諸教科を教授し、誠実・勤勉・穏健にしてかつ婦人としての特技を習得した女性の育成を目的とした。
1976年（昭和51年）に現校名となり、2016年（平成28年）から男女共学校となった。
創立１００周年を迎えた伝統のある学校で、普通科目の他に家庭科や福祉、保育、美容、クリエーターなどの専門科目を広く学習し、さらに茨城県立水戸南高等学校通信制と連携し、3年間で高等専修学校と県立高校の2校の卒業資格が得られる。

## 設置学科
- 家政高等課程（3年制）
  - ライフデザイン科
    - Aコース：細谷高等専修学校のみに在籍する。「高等学校」ではないが、文部科学省で定められている「大学入学資格付与（高等学校卒業程度）指定校」であるため、卒業すると高等学校卒業者と同様に大学入学資格が得られる。
    - Bコース：茨城県立水戸南高等学校技能連携の仕組みを利用するコース。細谷高等専修学校と県立水戸南高校（通信制）の2校に同時に在籍し、卒業すると2校の卒業資格（「学校法人細谷学園 細谷高等専修学校 ライフデザイン科 卒業」、「茨城県立水戸南高等学校 ライフデザイン科 卒業」）が得られる。